# غوران فويانوفيتش
غوران فويانوفيتش هو لاعب كرة قدم كرواتي في مركز الهجوم، ولد في 15 نوفمبر 1977 في كرواتيا. لعب مع NK Imotski ‏.